# Podallea pauliani
Podallea pauliani is een insect uit de familie van de Berothidae, die tot de orde netvleugeligen (Neuroptera) behoort. 
Podallea pauliani is voor het eerst wetenschappelijk beschreven door Fraser in 1955.